# Adem Jashari
 (octobre 2023).
Améliorez-le ou discutez des points à vérifier. 
Adem Jashari, né le 28 novembre 1955 à Prekaz et mort le 7 mars 1998 à la suite d'un assaut des forces serbes. Il est un des principaux fondateurs et dirigeant de l'Armée de libération du Kosovo.
Condamné pour terrorisme en Yougoslavie, il est considéré comme un héros national par les Albanais.

## Biographie
Originaire de Prekaz, dans la région de Drenica au Kosovo, Adem Jashari, avec son frère Hamzë, participe à des attaques armées contre les militaires et policiers serbes, dans le contexte de la guerre du Kosovo.
Le 28 février 1998, un groupe de combattants dirigé par Adem Jashari a attaqué des patrouilles de police serbes, tuant quatre policiers et en blessant deux.
Il est abattu le 7 mars 1998 ainsi que presque la totalité de sa famille dont hommes, femmes et enfants (53 morts au total), à Prekaz au Kosovo dans une opération de terreur menée par l'armée serbe.

## L'attaque de Prekaz
L'assaut des forces de polices sur le groupe débute dans la matinée du 5 mars 1998, à Prekaz. Cette opération fait suite aux précédentes actions menées par l'UCK sur la zone. Ce n'était pas la première fois que la police s'attaquait au clan Jashari. Le 22 janvier, elle avait dû battre en retraite devant la résistance acharnée du patriarche. « Si nous ne résistons pas, ils nous tueront tous et raseront nos maisons », avait dit, le lendemain, d'une manière sinistrement prémonitoire, Shaban Jashari à la revue étudiante albanaise de Pristina, Bota e re (sq). Les deux fils, dont Adem, condamné par contumace en juillet dernier à vingt ans de prison pour son appartenance à l'UCK, n'étaient pas présents et le village avait été sauvé, selon le journal, par l'apparition miraculeuse « des hommes descendus des bois ». Deux des petites-filles de Shaban avaient été blessées.
L'attaque menée le 5 mars 1998 avait un objectif très précis ; éliminer définitivement Adem Jashari et ses combattants. Aux premières heures de la matinée du 5 mars 1998, la famille Jashari a de nouveau été attaquée à Prekaz par l'armée et les forces de police yougoslaves. Les forces attaquantes se composaient de véhicules blindés de transport de troupes et de membres de la police, soutenus par l'artillerie d'une usine de munitions voisine.
Le quartier de Jashari était encerclé par quelque 7 000 à 8 000 soldats yougoslaves. L'attaque a duré trois jours et deux nuits.
Les forces yougoslaves lancent l'attaque après expiration d'un délai de deux heures qui avait été donné à Jashari et ses proches pour se rendre. Après cela, le tir de mitrailleuses commence. Depuis une maison, la police tire au mortier, puis envoie du gaz lacrymogène. La plupart des membres de la famille élargie Jashari se sont réunis dans une seule pièce aux murs de briques. Un obus est alors tombé à travers le toit, tuant plusieurs membres de la famille. Le bombardement continue pendant 52 heures et a permis à la police d'entrer enfin dans la maison.
Amnesty International, dans un rapport sur l'affaire, a déclaré que l'attaque visait à éliminer tous les témoins. Adem Jashari et 56 membres de sa famille ont été tués. Au total, 58 personnes ont été tuées, dont 18 femmes et 10 enfants de moins de 16 ans. Seule Besarta Jashari (alors âgée de 11 ans) a survécu à cette attaque.
30 décembre 1991 La maison de Jashari fut encerclée par un grand nombre de forces de sécurité serbes slaves (7000~8000). Avec son frère , Jasharajt brise le siège et par la suite prend part à plusieurs actions contre l'armée yougoslave et la police.

## Hommages
L'aéroport international de Pristina porte officiellement le nom de Aéroport international de Pristina Adem Jashari.
Une grande photo d'Adem Jashari est accrochée au Palais de la jeunesse, de la culture et des sports de Pristina.